# Karel Večeřa (1978)
Karel Večeřa (* 10. listopad 1978 Brno) je bývalý český fotbalový záložník. Jeho otcem je fotbalový trenér Karel Večeřa.
V Brně s fotbalem začínal, nejprve však v konkurenčním KPS Brno, až po osmi letech přestoupil do prvoligového Boby. Po pěti strávených sezonách odehrál další pět let v týmu FC Vysočina Jihlava, aby se pak mohl vrátit zpátky do prvoligového brněnského klubu. V sezoně 2007/08 odehrál 16 zápasů, na hřišti pobyl 1026 minut, obdržel jednu žlutou kartu.